# Tiffany & Co.
Tiffany & Co. (zkráceně Tiffany) je americká společnost prodávající luxusní šperky, hodinky, drahokamy, módní doplňky a parfémy, s hlavním sídlem v New Yorku.

## Sortiment
Firma Tiffany v současnosti prodává šperky, stříbrné mince, porcelán, křišťál, lahvičky a flakóny, náramkové a závěsné hodinky, kazety s módními osobními doplňky, parfémy a drobné kožené zboží. Mnoho z těchto výrobků se prodává ve 326 značkových obchodech Tiffany, také prostřednictvím přímého nebo firemního merchandisingu. Firma Tiffany je tradičně proslulá svými luxusními výrobky a je známá zejména díky diamantovým, smaragdovým a zlatým šperkům. Tiffany byl kdysi dodavatelem ruské carské rodiny.

## Historie

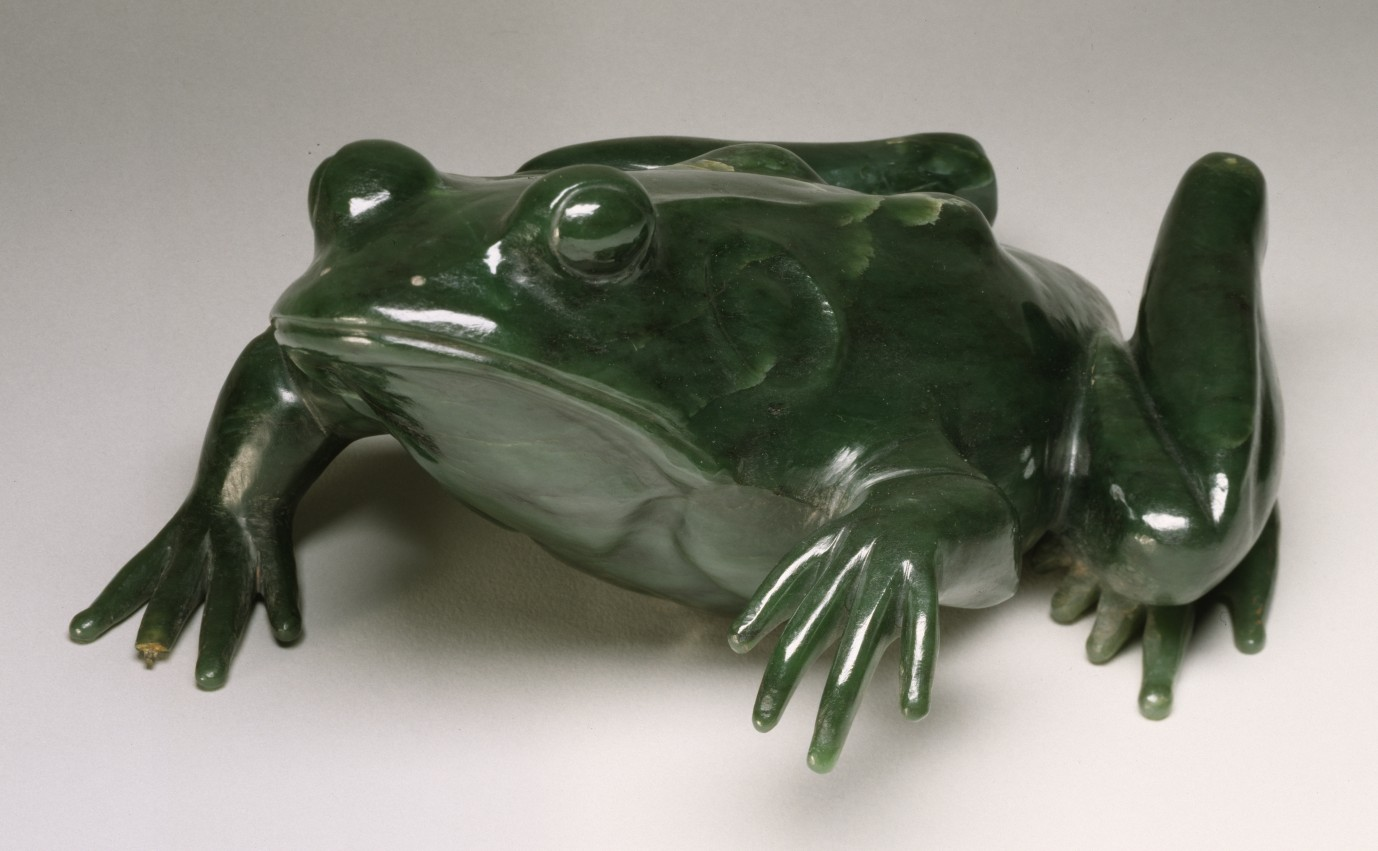
Nefritová plastika pro Světovou výstavu v Paříži roku 1900

### Založení 1837
Společnost založili v roce 1837 Charles Lewis Tiffany a John B. Young v Brooklynu v Connecticutu jako obchod se zbožím kancelářským, papírnickým a maškarním, který nejprve prodával širokou škálu papírnických výrobků pod názvem „Tiffany, Young a Ellis“ a přesídlil do Dolního Manhattanu v New Yorku. Finanční podporu poskytl Tiffanyho otec z výnosu svých bavlníkových plantáží. Roku 1845 vyšel první firemní katalog, zvaný podle modrých desek Blue book.

### Vzestup 1853–1899
1853 byl název zkrácen na Tiffany & Company a řízení firmy převzal sám Charles Tiffany. Rozšířil sortiment šperků a náramkových hodinek, přijal britský standard pro ryzost stříbra 920/1000, zavedl pevné ceny a prodej pouze za hotové (nikoliv na úvěr). Praxi pevných cen za hotové peníze převzal po vzoru firmy Palmer’s z London Bridge v Londýně, v níž ji zavedl roku 1750 pozdější sociální reformátor Robert Owen. Také díky řemeslné kvalitě se Tiffanyho firma se stala důvěryhodnou i finančně stabilní a za stříbrné výrobky byla oceněna Velkou cenou na Světové výstavě v Paříži roku 1867. 
V době americké občanské války firma ovšem musela změnit výrobní program, výrobou šavlí, praporů a chirurgických nástrojů podporovala státy Unie. Po skončení války společnost Tiffany & Company postupně rozšiřovala sortiment svého zboží na sklo a porcelán. Rok 1887 firma z reklamních důvodů koupila třetinu francouzských korunovačních klenotů a téhož roku získala v jihoafrickém Kimberley nalezený žlutý diamant o hmotnosti 128,54 karátu, nazývaný od té doby Tiffanyho diamant. Jeho moderní montáž má figurku kanárka (podle kanárkově žluté barvy kamene) a je dosud v majetku firmy. 

### Vrchol 1900–1939
V roce 1902 zakladatel firmy zemřel a vedení formálně převzal jeho syn Louis Comfort Tiffany, který kromě vojenské akademie vystudoval malířství a již od roku 1875 se věnoval designu sklářské výroby a malbě na sklo. Prošel praxí v několika sklárnách, proto výrobní program firmy rozšířil již před rokem 1900 na secesní sklo, jednak nádobí s listrovou či irizovanou povrchovou úpravou, a dále na vitráže, aplikované v malém měřítku na stínidla stojacích lamp, a ve velkém na chrámová okna a skleněné mozaiky. První úspěchem byla prezentace skla na světové výstavě v Paříži roku 1900, konkurence dosavadnímu monopolu francouzské firmy Gallé. Tiffany se obklopil vynikajícími designéry a dodavateli. Mezi jeho důležité subdodavatele patřila česká sklárna Johann Loetz Witwe z Klášterského Mlýna. Tiffany se jako klenotnická firma zaměřila také na hledání nových drahokamů: průzkum v Kalifornii přinesl roku 1902 objev růžového drahokamu nazvaného podle gemologa a historika Johanna Georga Kunze kunzit, na Madagaskaru byl roku 1910 objeven žlutý drahokam nazvaný morganit podle bankéře a zákazníka firmy Johna Pierponta Morgana. Roku 1934 rozvoj firmy ochromila Velká hospodářská krize a následně druhá světová válka.

### 1940–1989

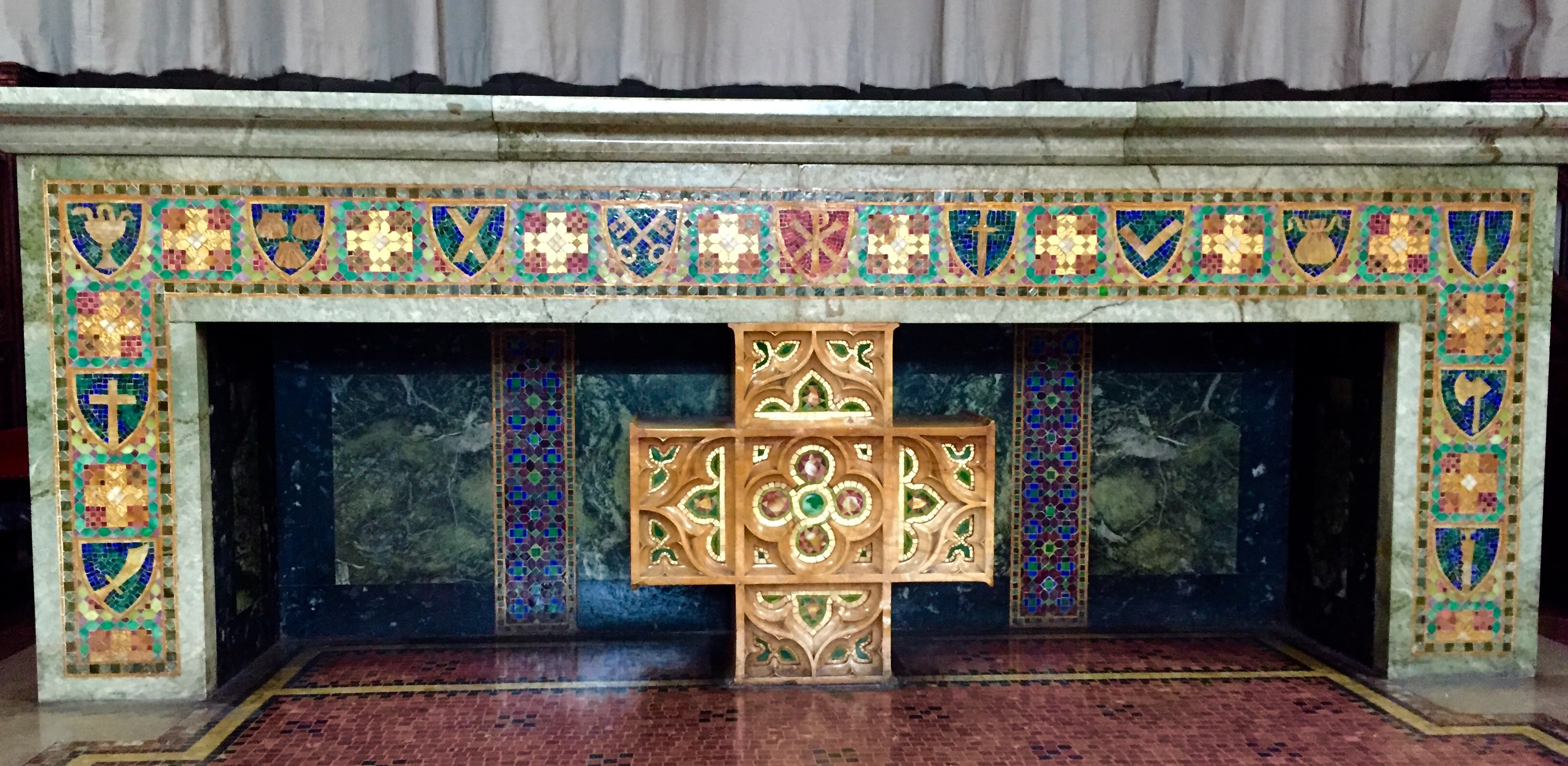
Oltář universalistů v New Yorku

Od roku 1940 Tiffany provozuje svůj nejznámější, ústřední obchod na rohu Páté avenue a 57. ulice v Manhattanu v New Yorku, USA. Kamenný portál této funkcionalistické budovy bronzovou plastikou nesoucí hodiny a interiér je znám mimo jiné z filmů, především z roku 1961 natočené Snídaně u Tiffanyho s Audrey Hepburnovou nebo ze Sweet Home Alabama s Reese Witherspoonovou. Bývalá budova společnosti v 37. ulici je zapsána Národním registru historických památek USA.
Poválečná obnova výroby a obchodů se soustředila na šperkařství, klenotnictví a hodinářství. Gemologové firmy prezentovali nové barevné drahokamy, v roce 1967 tanzanit a roku 1974 tsavorit.

### 1990–dosud
Firma od roku 1990 expandovala do zemí celého světa. Před koronavirovou krizí v březnu roku 2020 společnost provozovala celkem 326 obchodů, z toho 121 v Americe, 72 v Asii a Tichomoří, 54 v Japonsku, 37 v Evropě a další v rozvojových zemích. U příležitosti oslav 175. výročí založení společnosti roku 2012 byla vystavena sbírka drahokamů, jež zůstává v majetku firmy, především dva největší diamanty a kolekci barevných drahokamů, včetně náhrdelníku, v němž je zasazen morganit o váze 175,72 karátu a prsten s hedvábně modrým tanzanitem. 

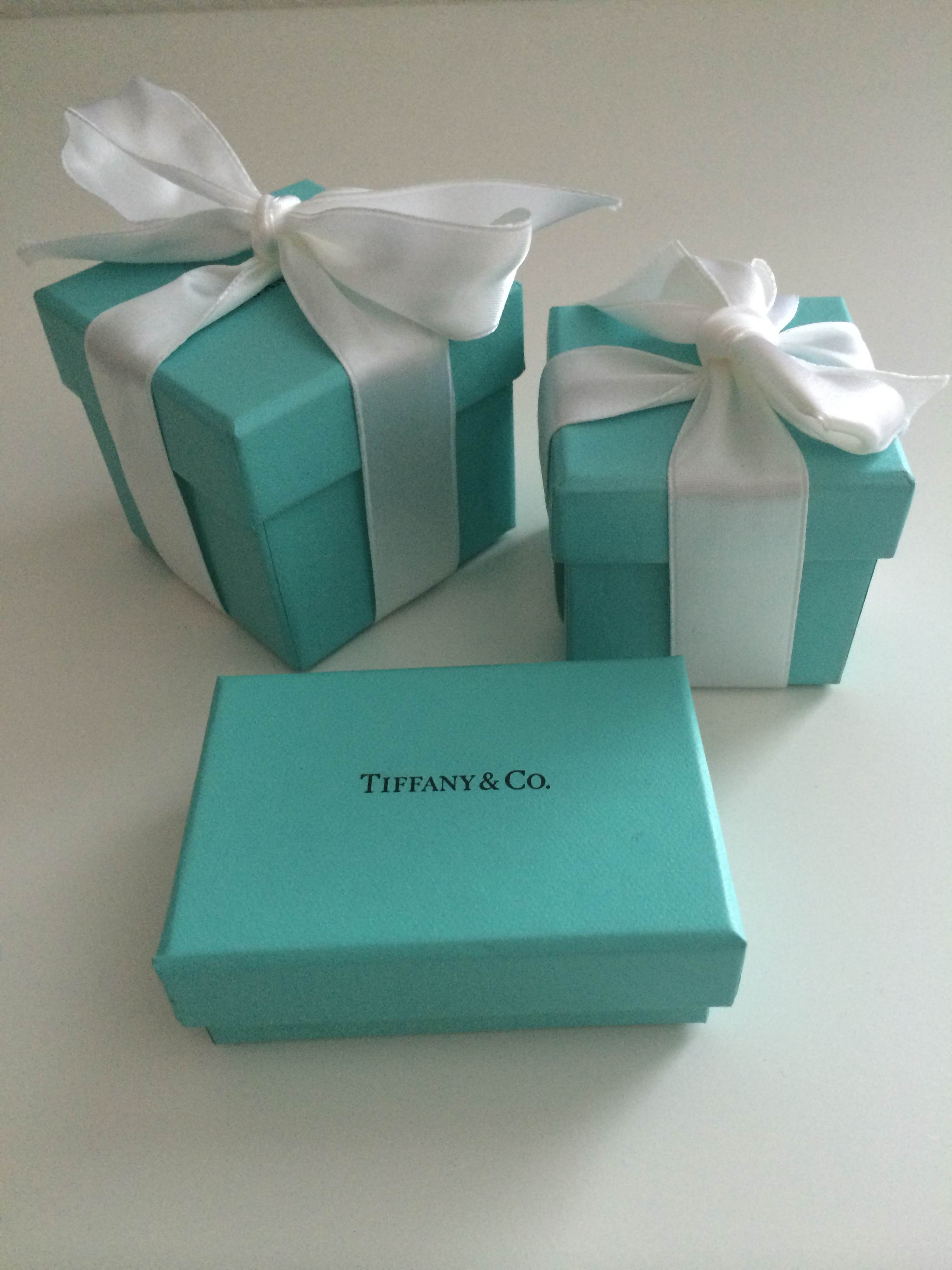
Typické modré dárkové krabičky

V letech 1990–2010 bylo v USA otevřeno několik obchodů: na Fairfax Square ve městě Tysons Corner ve Virginii je největším mimo New York> Další obchody sídlí USA v South Coast Plaza ve městě Costa Mesa v Kalifornii patří k nejvýnosnějším po New Yorku, Bostonu a v Honolulu na Havaji, následují Natick Collection v Naticku v Massachusetts, kasino Mohegan Sun v Connecticutu v USA a nákupní centrum Providence Place v Providence na Rhode Islandu . V letech 2004–2009 provozovaný řetězec obchodů „Iridesse“ pro perlové šperky a klenoty měl 16 obchodů na Floridě, New Jersey, New Yorku, Pensylvánii, Kalifornii, Illinois a Virginii a jako ztrátový byl zrušen.
Ve Francii obchody sídlí v Paříži v Rue de la Paix a na Avenue des Champs Elysées (největší evropský obchod), v obchodních domech Galeries Lafayette a Printemps a dva v terminálu 2 pařížského letišti Charles de Gaulle. Ve Spojeném království jsou obchody Tiffany v terminálu 5 na londýnském letišti Heathrow, v nákupním centru Westfield London v Shepherd's Bush, v ulici Old Bond Street a v Manchesteru v Selfridges Exchange Square. V Irsku je obchod v Brown Thomas v Dublin's Grafton Street. K otevření obchodu v Madridu ve Španělsku byl prezentován žlutý diamant Tiffany. 
V Austrálii je hlavní obchod Tiffany umístěn na Collins Street, druhý v nákupním centru Chadstone v Melbourne, další v ulici Castlereagh, Westfield Bondi Junction a DFS Galleria v ulici George v Sydney, Queens Plaza v Brisbane a v King Street v Perthu. Latinskoamerické obchody jsou v Brazílii v nákupním centru Iguatemi a poblíž slavné ulice Oscar Freire, z dalších v měst v Rio de Janeiro, Brasílii a v Curitibě, také v Kolumbii v komplexu Centro Andino v Bogotě. Tiffany & Co sídlí také v Kuala Lumpuru v Malajsii a v Japonsku. 
V České republice sídlí jediný obchod Tiffany & Co. v Pařížské ulici v Praze, otevřený v roce 2012.

## Galerie

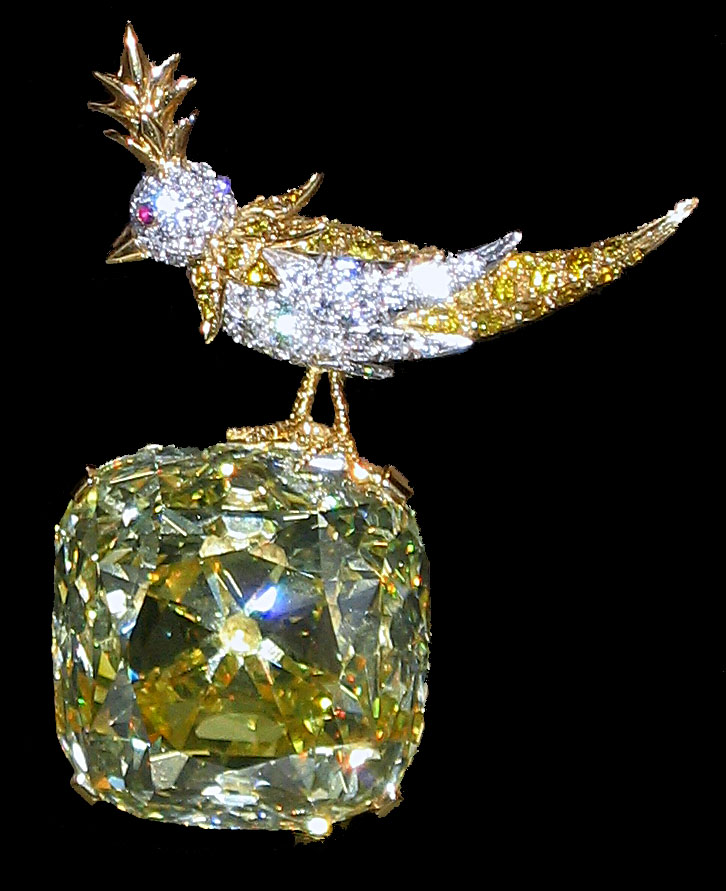
Žlutý diamant Tiffany v broži Jeana Schlumbergera
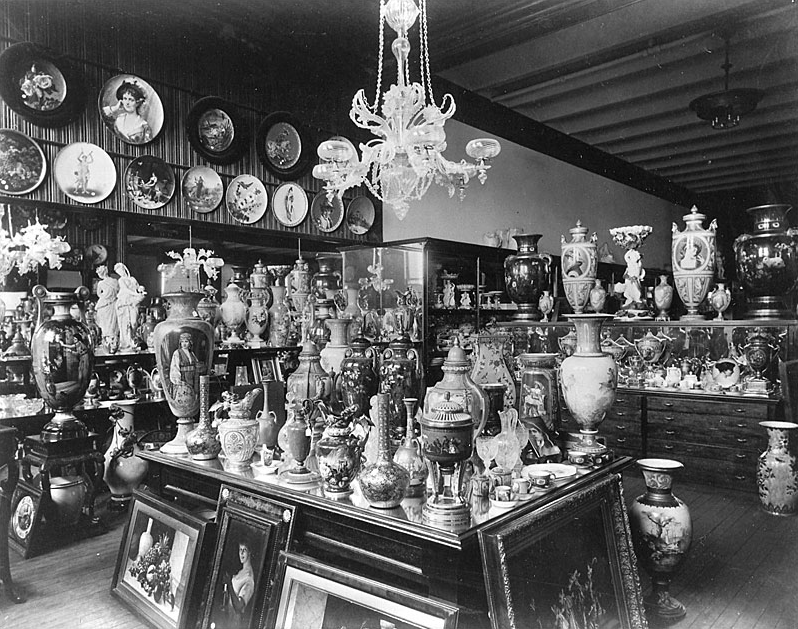
Sklo a porcelán v obchodě na Union Square roku 1887
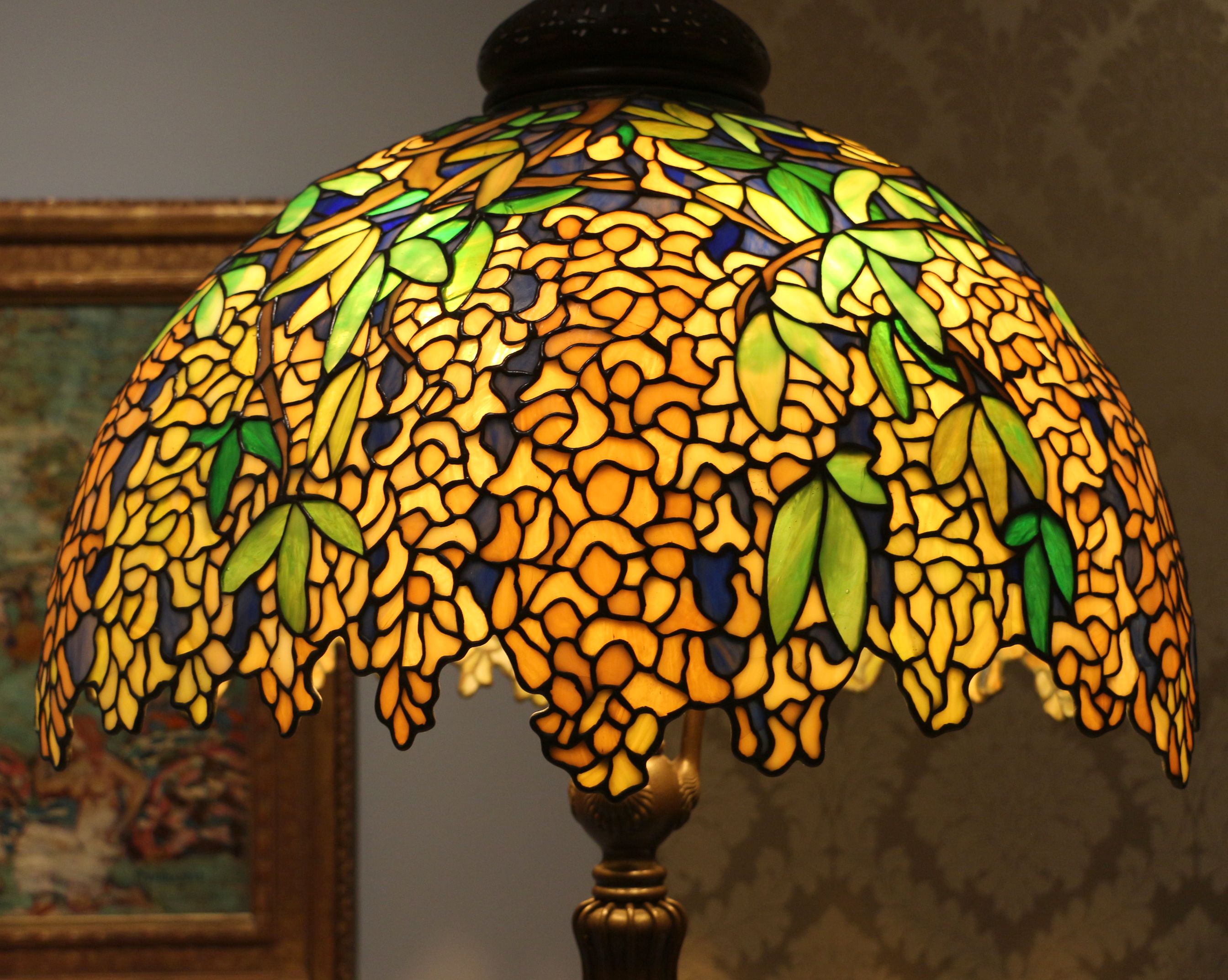
Clara Driscoll: Stolní lampa, kolem 1910